# Кристина Персидская
Кристина (сир.: ܟܪܣܛܝܢܐ, Kresṭīnā), урожденная Яздой (VI век), была сасанидской персидской дворянкой и христианской мученицей.
Кристина была из Карка д’Бет Слох в районе Бет Гармаи. Её отец, Яздин, сын Михрзбироя, был губернатором Нисибиса. Она перешла из зороастризма в Церковь Востока. Она была убита за отказ заключить брак с дворянином и почиталась как девственница-мученица. Согласно греческому мартирологу, её забили до смерти розгами. Точная дата её смерти неизвестна, но, вероятно, это было во время правления Хосрова I (531—579).
Вскоре после её смерти Бабай Великий (умер в 628 г.) написал её биографию на сирийском языке. Сегодня сохранилось только предисловие. Поскольку Бабай перечисляет все агиографические труды, которые он написал до этого момента в своей биографии Георгия Излинского (замученный в 615 году), он, должно быть, написал биографию Кристины после этой даты. По словам Бабая, её звали Яздой, «когда она была язычницей», но «в её новом рождении усыновления в знак жизни, выбрала имя Кристина, имя, которое не исчезает».
Память Кристины отмечается 13 марта в Католической церкви и Сирийской православной церкви. Римский мартиролог описывает её следующим образом: «В Персии святая Кристина, мученица, которую били розгами и заключили свидетельство мученической кончины при персидском царе Хосрое I». В Грузинской православной церкви её праздник был 15 марта в начале VII века. Однако в некоторых версиях церковного календаря Иоанна-Зосима X века указано 14 марта. Константинопольский синаксарион Восточной Православной церкви также отмечает 14 марта.